# Кубок Словенії з футболу 2021—2022
Кубок Словенії з футболу 2021–2022 — 31-й розіграш кубкового футбольного турніру в Словенії. Переможниця попереднього сезону — Олімпія (Любляна) — програла в 1/4 фіналу Коперу, який і став переможцем даного розіграшу кубку, вчетверте за свою історію.

## Календар
| Раунд        | Дата               | Матчі | Клуби  |
| ------------ | ------------------ | ----- | ------ |
| Перший раунд | 15-16 вересня 2021 | 4     | 12 → 8 |
| 1/4 фіналу   | 27-28 жовтня 2021  | 4     | 8 → 4  |
| 1/2 фіналу   | 20-21 квітня 2022  | 2     | 4 → 2  |
| Фінал        | 11 травня 2022     | 1     | 2 → 1  |

## Перший раунд
| Команда 1       | Рахунок | Команда 2 |
| --------------- | ------- | --------- |
| 15 вересня 2021 |         |           |
| Табор (Сежана)  | 0:2     | Цельє     |
| Радомлє (2)     | 2:1     | Крка (2)  |
| 16 вересня 2021 |         |           |
| Гориця (2)      | 0:2     | Браво     |
| Алюміній        | 1:2     | Копер     |

## 1/4 фіналу
| Команда 1      | Рахунок      | Команда 2 |
| -------------- | ------------ | --------- |
| 27 жовтня 2021 |              |           |
| Радомлє (2)    | 0:0 пен. 3:4 | Цельє     |
| Мура           | 1:1 пен. 2:3 | Браво     |
| Олімпія        | 0:1          | Копер     |
| 28 жовтня 2021 |              |           |
| Марибор        | 1:2          | Домжале   |

## 1/2 фіналу
| Команда 1      | Рахунок | Команда 2 |
| -------------- | ------- | --------- |
| 20 квітня 2022 |         |           |
| Браво          | 3:2     | Домжале   |
| 21 квітня 2022 |         |           |
| Копер          | 1:0     | Цельє     |

## Фінал
| 11 травня 2022 21:30 (20:30 CEST) |

| Копер                         | 3:1      | Браво       |
| ----------------------------- | -------- | ----------- |
| - Коллі 70', 84' - Котнік 73' | Протокол | - Байде 83' |

| З'дежеле, Целє Глядачів: 3 200 Арбітр: Славко Винчич |